# 市川篤志
市川 篤志（いちかわ あつし、1964年（昭和39年）7月16日 - ）は、日本の建設・国土交通官僚。

## 経歴
長野県中野市出身。長野県須坂高等学校を経て、1989年3月に東京大学法学部卒業。国家公務員採用Ⅰ種試験（法律）に合格し、同年4月建設省入省。
2023年7月4日、内閣府地方創生推進事務局長に就任。2024年7月1日、国土交通省大臣官房付・即日辞職。

## 年譜
基本的な出典
- 1989年
  - 03月：東京大学法学部卒業
  - 04月：建設省入省
- 1995年11月：建設省建設経済局国際課海外協力官
- 1996年07月：建設省都市局都市計画課長補佐
- 1998年04月：福島県生活環境部環境保全課主幹
- 1999年04月：福島県生活環境部環境保全課長
- 2000年04月：福島県企画調整部交通物流企画課長
- 2001年
  - 04月：福島県企画調整部企画調整課長
  - 08月：福島県企画調整部次長（業務担当）心得
- 2002年
  - 04月：国土交通省都市・地域整備局企画課長補佐
  - 08月：国土交通省総務課長補佐
- 2004年07月：国土交通省住宅局住宅政策課企画専門官
- 2006年04月：国土交通省住宅局建築指導課建築業務監理官
- 2007年04月：国土交通省住宅局総務課企画官
- 2008年07月：国土交通省大臣官房総務課企画官
- 2009年
  - 09月：国土交通省大臣官房付
  - 09月：（命）国土交通大臣秘書官事務取扱（前原誠司大臣）
- 2010年09月：（命）国土交通省政務三役政策審議室政策監（～2011年4月）
- 2011年
  - 01月：国土交通省住宅局総務課民間事業支援調整室長
  - 07月：国土交通省大臣官房付
  - 08月：国土交通省都市局まちづくり推進課都市開発金融支援室長
- 2012年04月：国土交通省北陸地方整備局総務部長
- 2013年07月：国土交通省住宅局住宅企画官
- 2015年06月：国土交通省水管理・国土保全局水政課長
- 2016年06月：国土交通省総合政策局政策課長
- 2017年07月：国土交通省大臣官房参事官（会計担当）
- 2018年07月31日：国土交通省大臣官房会計課長[7]
- 2019年07月09日：国土交通省大臣官房審議官（総合政策局、土地・建設産業局担当）[8]
- 2020年07月21日：国土交通省大臣官房審議官（総合政策局担当）[9]
- 2021年07月01日：国土交通省大臣官房土地政策審議官[10]
- 2022年
  - 06月28日：内閣官房内閣審議官（内閣官房副長官補付）兼デジタル田園都市国家構想実現会議事務局次長[11][12]
- 2023年07月04日：内閣府地方創生推進事務局長[3][4]
- 2024年
  - 07月01日：国土交通省大臣官房付・即日辞職[5][6]
  - 10月01日：三井住友信託銀行株式会社顧問[13]
  - 12月01日：ダイブ顧問[14]